# Penggilingan
Penggilingan is een plaats (wijk - kelurahan) in het bestuurlijke gebied Cakung, Jakarta Timur (Oost-Jakarta) in de provincie Jakarta, Indonesië. De plaats telt 101.157 inwoners (volkstelling 2010).